# リー・アーシャムボウ
リー・アーシャムボウ(Lee Joseph "Bru" Archambault、1960年8月25日-)は、アメリカ合衆国のテストパイロットで、アメリカ航空宇宙局(NASA)の元宇宙飛行士である。30以上の異なる航空機で4250時間以上の飛行経験を持つ。既婚であり、3人の子供を持つ。趣味は自転車、重量挙げ、アイスホッケーである。スペースシャトルには2度搭乗し、2007年のSTS-117では操縦士、2009年のSTS-119では船長を務めた。2013年に15年間勤めたNASAを辞し、シエラ・ネヴァダ・コーポレーションのドリームチェイサープロジェクトのテストパイロットとなった。

## 教育
アーシャムボウは1978年にイリノイ州ヒルサイドのProviso West高校に通った。高校を卒業すると、イリノイ大学アーバナ・シャンペーン校で、1982年と1984年にそれぞれ航空宇宙工学の学士号と修士号を取得した。

## 軍でのキャリア
アーシャムボウは、1985年1月にテキサス州ラックランド空軍基地の将校訓練学校で、アメリカ空軍少尉に任命された。その後、テキサス州シェパード空軍基地でEuro-NATO Joint Jet Pilot Training (ENJJPT)に参加し、1986年4月にw:Aviator badgeを得た。その後、1990年4月まで、ニューメキシコ州のキャノン空軍基地で第27特殊作戦航空団に所属し、F-111Dの即応パイロットを務めたと言われている。1990年5月にネヴァダ州ネリス空軍基地の第37特殊作戦航空団に転属し、F-117Aに乗った。1990年11月から1991年4月まではサウジアラビアに展開し、湾岸戦争で砂漠の盾作戦や砂漠の嵐作戦を支援して、F-117Aで22回出撃した。1991年8月から1991年12月には、サウジアラビアに2度目の遠征を行い、戦後の平和維持活動に従事した。1992年8月にはニューメキシコ州ホローマン空軍基地に転属され、F-117Aの飛行教官及び第57航空団のテストパイロットとなった。1994年7月から199年6月まで、カリフォルニア州エドワーズ空軍基地のテストパイロット学校に通い、1995年7月にフロリダ州エグリン空軍基地アメリカ空軍開発試験センターの第46試験航空団に配属となった。そこで、彼はF-16の全てのモデルの開発試験飛行を行った。宇宙飛行士の候補に選ばれた時は、第39航空試験飛行隊に所属していた。現在は、アメリカ空軍の大佐である。

## 受章等
アーシャムボウは、殊勲飛行十字章、ディフェンス・メリトリアスサービスメダル、メリトリアスサービスメダル、エア・メダル、エアリエル・アチーブメント・メダル、エアフォース・コメンデーションメダル、エアフォース・アチーブメントメダル、空軍戦闘待機章、南西アジア従軍記章、クウェート従軍章等を含め、様々な受章がある。彼は、アメリカ空軍テストパイロット学校では優秀卒業生でLiethen-Tittle賞（首席）を受賞し、将校訓練学校でも優秀卒業生であった。

## NASAでのキャリア

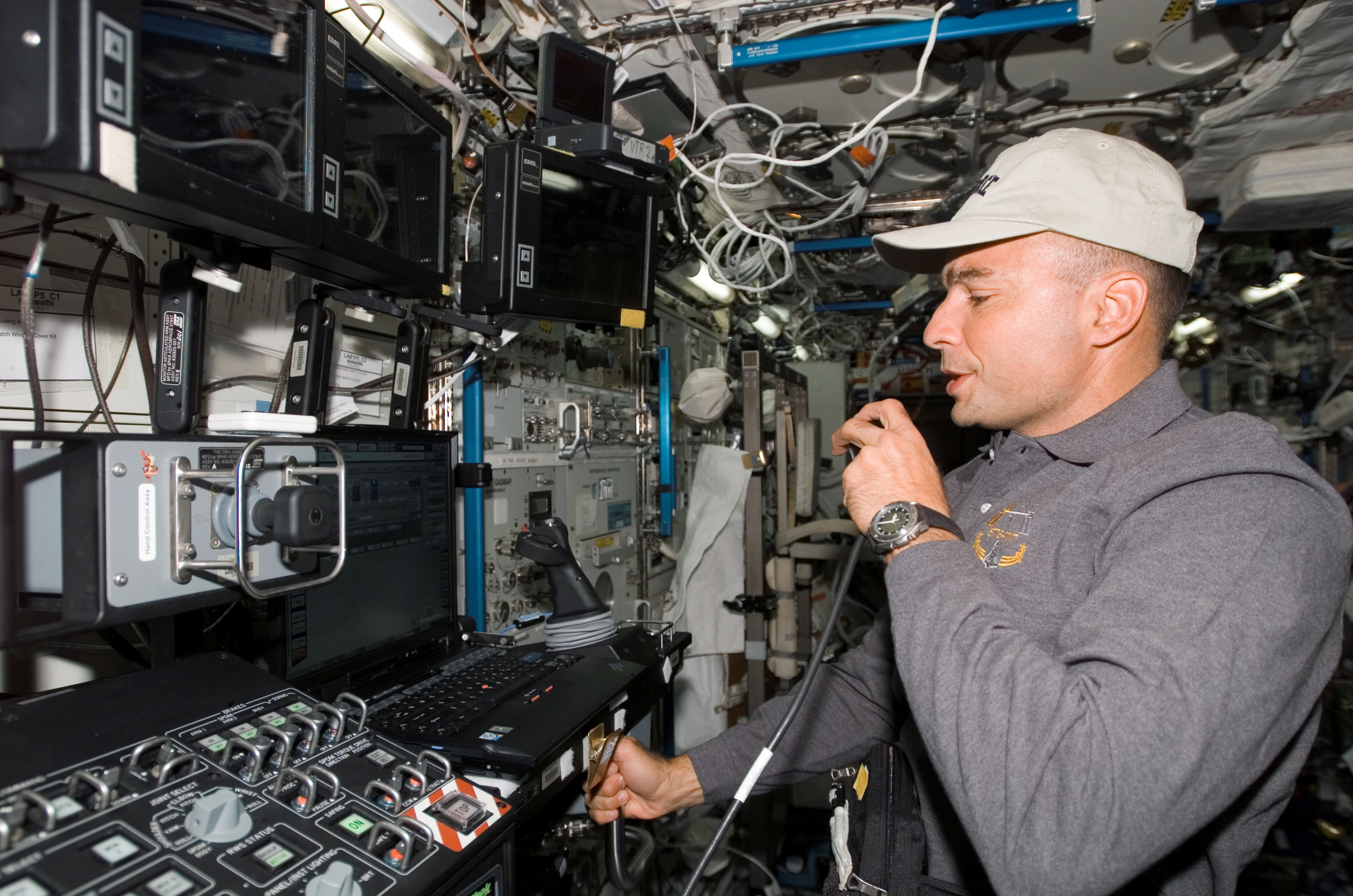
STS-117でカナダアーム2の操作を行う

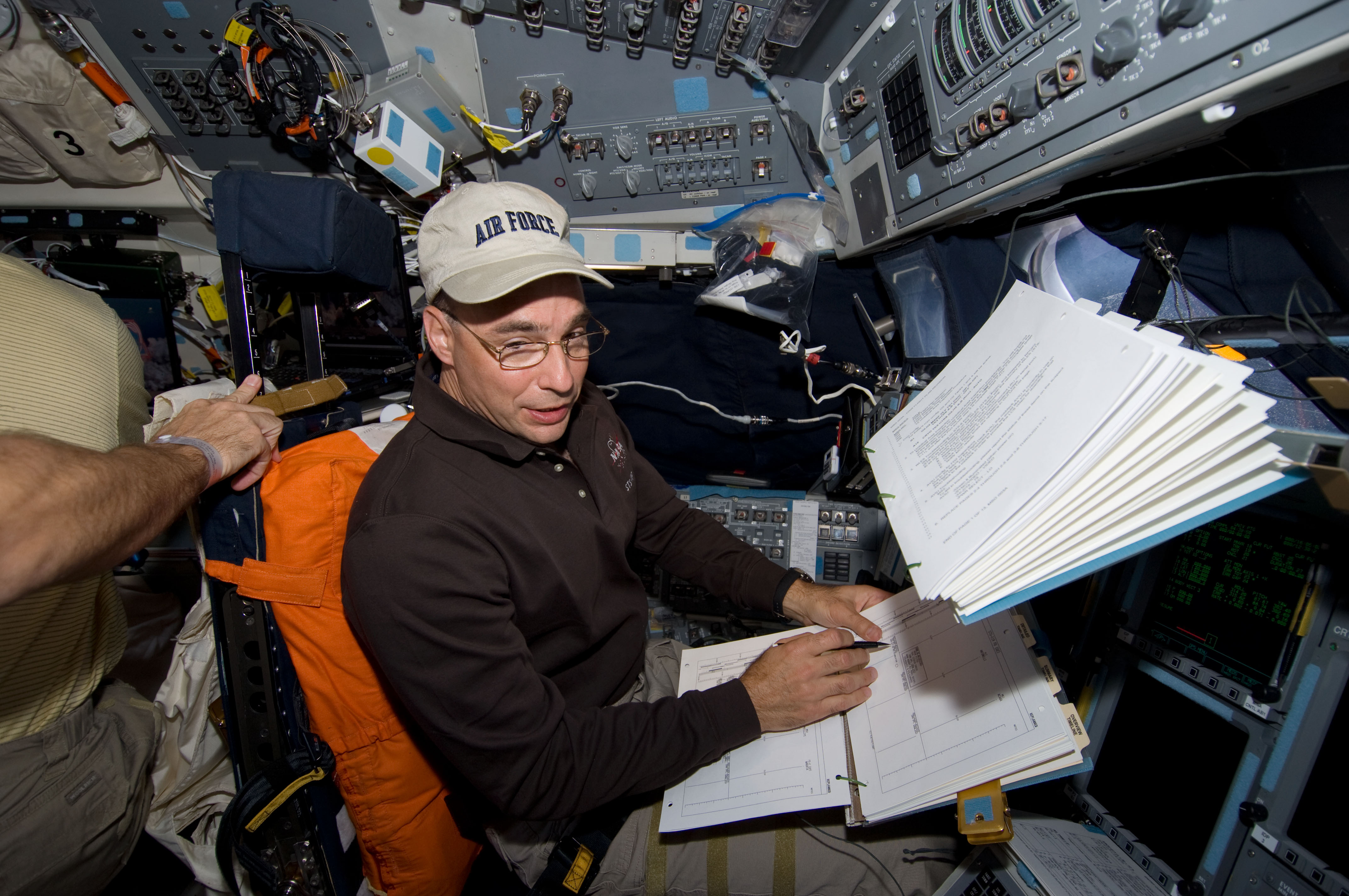
STS-119でチェックリストを確認する

1998年6月、アーシャムボウはNASAにより宇宙飛行士の候補に選ばれ、1998年8月から訓練を始めたと報じられている。1999年6月には、宇宙飛行士室オペレーションブランチに配属され、2003年にスペースシャトルに導入された飛行装置のアップグレードを行った。2001年9月にはシャトルブランチにも配属されて宇宙飛行士の支援を行った。ここで、ケネディ宇宙センターでの発射と着陸の支援を行い、STS-111、STS-114ではリーダーを務めた。2004年10月にはSTS-121でCAPCOMを務めた。

### STS-117
アーシャムボウは、スペースシャトルの118回目のミッションとなるSTS-117で操縦士を務めた。STS-117は、2007年6月8日19:38(EDT)に打ち上げられ、2007年6月22日15:49(EDT)に着陸した。14日間のミッションで580万マイルを飛行し、エドワーズ空軍基地に着陸した。このミッションでトラス (ISS)を国際宇宙ステーションに運び、長期滞在乗組員の交代を行った。

### STS-119
STS-119では初めて船長を務めた。このミッションで、国際宇宙ステーションの最後の太陽電池アレイを運び、また長期滞在乗組員の若田光一も乗り込んだ。STS-119は13日間のミッションで、2009年3月15日19:43(EDT)に打ち上げられ、530万マイルを飛行して、2009年3月28日15:13(EDT)にケネディ宇宙センターに着陸した。

### ドリームチェイサー
2013年3月19日、NASAは、アーシャムボウがシエラ・ネヴァダ・コーポレーションに入社するため、15年間勤務したNASAを離れることを公表した。ここで、NASAの商業乗員輸送開発プログラムの下で将来の有人及び無人ミッションに用いるためのドリームチェイサーの開発に携わることになった。アーシャムボウがかつて搭乗したスペースシャトルと同様に、ドリームチェイサーは垂直に打ち上げられ、水平に着陸するよう設計されている。